# Subrebinea
Subrebinea là một chi bướm đêm thuộc phân họ Tortricinae của họ Tortricidae.

## Các loài
- Subrebinea barrasiana Razowski & Becker, 2000